# Diphtheroptila brideliae
Diphtheroptila brideliae là một loài bướm đêm thuộc họ Gracillariidae. Nó được tìm thấy ở Nam Phi.
Ấu trùng ăn Bridelia micrantha. Chúng có thể ăn lá nơi chúng làm tổ.